# Resolución 64 del Consejo de Seguridad de las Naciones Unidas
La Resolución 64 del Consejo de Seguridad de las Naciones Unidas, adoptada el 28 de diciembre de 1948, señaló que los Países Bajos no habían cumplido con las exigencias de liberar al Presidente de la República de Indonesia Sukarno y a otros prisioneros políticos, según lo establecido en la Resolución 63 del Consejo de Seguridad de las Naciones Unidas. La Resolución exigía que los Países Bajos pusieran en libertad a estos prisioneros inmediatamente e informaran al Consejo en un plazo de 24 horas.
La resolución fue aprobada con ocho votos a favor. Bélgica, Francia y el Reino Unido se abstuvieron.